# Stefania Constantini
Stefania Constantini (Pieve di Cadore, 15 de abril de 1999) es una deportista italiana que compite en curling.
Participó en los Juegos Olímpicos de Pekín 2022, obteniendo una medalla de oro en la prueba de mixto doble (junto con Amos Mosaner).
Ganó una medalla de oro en el Campeonato Mundial de Curling Mixto Doble de 2025 y dos medallas en el Campeonato Europeo de Curling, bronce en 2007 y plata en 2023.

## Palmarés internacional
| Juegos Olímpicos         | Juegos Olímpicos       | Juegos Olímpicos  | Juegos Olímpicos |
| Año                      | Lugar                  | Medalla           | Prueba           |
| ------------------------ | ---------------------- | ----------------- | ---------------- |
| 2022                     | Pekín (China)          | Medalla de oro    | Mixto doble      |
| Campeonato Mundial Mixto |                        |                   |                  |
| Año                      | Lugar                  | Medalla           | Prueba           |
| 2025                     | Fredericton (Canadá)   | Medalla de oro    | Mixto doble      |
| Campeonato Europeo       |                        |                   |                  |
| Año                      | Lugar                  | Medalla           | Prueba           |
| 2017                     | San Galo (Suiza)       | Medalla de bronce | Equipo           |
| 2023                     | Aberdeen (Reino Unido) | Medalla de plata  | Equipo           |